# Lucynów Mały (gromada)
Lucynów Mały – dawna gromada, czyli najmniejsza jednostka podziału terytorialnego Polskiej Rzeczypospolitej Ludowej w latach 1954–1972.
Gromady, z gromadzkimi radami narodowymi (GRN) jako organami władzy najniższego stopnia na wsi, funkcjonowały od reformy reorganizującej administrację wiejską przeprowadzonej jesienią 1954 do momentu ich zniesienia z dniem 1 stycznia 1973, tym samym wypierając organizację gminną w latach 1954–1972.
Gromadę Lucynów Mały z siedzibą GRN w Lucynowie Małym (w obecnym brzmieniu Lucynów) utworzono – jako jedną z 8759 gromad na obszarze Polski – w powiecie wołomińskim w woj. warszawskim, na mocy uchwały nr VI/10/23/54 WRN w Warszawie z dnia 5 października 1954. W skład jednostki weszły obszary dotychczasowych gromad Deskurów, Lucynów Mały, Lucynów Duży, Ślubów i Tumanek ze zniesionej gminy Zabrodzie oraz obszar dotychczasowej gromady Fidest ze zniesionej gminy Kamieńczyk w tymże powiecie. Dla gromady ustalono 14 członków gromadzkiej rady narodowej.
1 stycznia 1956 gromada weszła w skład nowo utworzonego powiatu wyszkowskiego w tymże województwie.
31 grudnia 1961 gromadę zniesiono, włączając jej obszar do gromad: Wyszków (wsie Deskurów, Lucynów Duży, Lucynów Mały, Ślubów i Tumanek) i Kamieńczyk (wieś Fidest) w tymże powiecie.